# Anthurium apanui
Anthurium apanui är en kallaväxtart som beskrevs av Thomas Bernard Croat. Anthurium apanui ingår i släktet Anthurium och familjen kallaväxter. Inga underarter finns listade.